# エンタカポン
エンタカポン（英：entacapone）はカテコール-O-メチル基転移酵素 (Cathecol-O-methyl transferase, COMT) 阻害薬のひとつで、パーキンソン病治療薬として用いられる化合物の国際一般名。L-DOPAのようなドーパミン作動薬とともに投与すると、その血液脳関門の通過を促進することで生物活性を増加させる働きがある。
エンタカポンはニトロカテコールの一種である。
エンタカポンのもっとも頻度の高い有害事象は、ジスキネジアなどL-DOPAの効果増強に伴うものである。これはエンタカポンによる治療を開始した当初に最も起こりやすい。他の副作用としては、下痢・悪心・腹痛などの胃腸障害がある。エンタカポン服用によって尿が赤褐色になることがあるが、これは無害であり、心配ない。治験において口渇を訴える人がいたという報告がある。
エンタカポンはフィンランドのオリオン社が開発し、米国ではコムタンおよびスタレボの商標でノバルティス社が発売している。日本では2007年1月26日に認可され、2007年4月よりノバルティス社がコムタン錠の商標で発売、2024年にオリオン社が販売承認を承継した。米国では200mgの錠剤だが、日本での錠剤は100mgである。
スタレボはレボドパ、カルビドパとエンタカポンの合剤である（日本では2014年12月発売）。

## 効能・効果
レボドパ・カルビドパ又はレボドパ・ベンセラジド塩酸塩との併用によるパーキンソン病における症状の日内変動（wearingoff現象）の改善

## 用法・用量
本剤は単独では使用せず、必ずレボドパ・カルビドパ又はレボドパ・ベンセラジド塩酸塩と併用する。通常、成人には1回100mgを経口投与する。なお、症状により1回200mgを投与することができる。ただし、1日8回を超えないこと。